# Sint-Pauluskerk (Vossem)

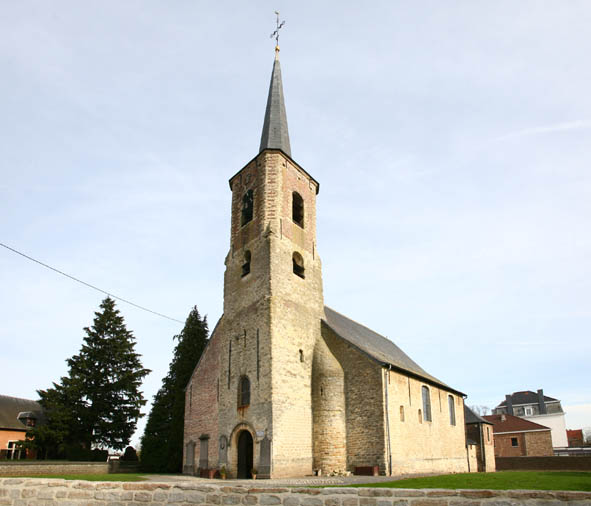
Sint-Pauluskerk

De Sint-Pauluskerk is de parochiekerk van de tot de Vlaams-Brabantse gemeente Tervuren behorende plaats Vossem, gelegen aan het Dorpsplein.

## Geschiedenis
Vermoedelijk was de parochie oorspronkelijk afhankelijk van de Sint-Lambertusparochie te Leefdaal. De rechten berustten bij de Abdij van Affligem. In de 10e of begin 11e eeuw zou de kerk zijn ontstaan. In 1236 werd Vossem een zelfstandige parochie waarvan het patronaatsrecht nog steeds bij genoemde abdij behoorde.
Vermoedelijk omstreeks 1200 zou een romaans basilicaal kerkje zijn gebouwd. In 1695-1715 werden de zijbeuken verhoogd en kwamen onder één dak met de middenbeuk. De kleine romaanse vensters werden toen ook vervangen door grotere korfboogvensters. Ook werden nieuwe gewelven aangebracht en werd de toren verhoogd. Het interieur werd gewit waardoor de middeleeuwse schilderingen hier achter verdwenen. Eind 18e eeuw werd de zuidelijke sacristie gebouwd.
Tijdens de Franse Revolutie werd de kerk gesloten om in 1802 weer als zodanig in gebruik te worden genomen. Nu was echter verval ingetreden. Van 1822-1829 werd de kerk hersteld.
De 13e-eeuwse muurschilderingen werden in 1965 herontdekt en in 1994-1997 gerestaureerd. Aan het einde van de restauratie, in 1997, voegde Koen Broucke een hedendaagse muurschildering toe.

## Gebouw
Het betreft een georiënteerd romaans driebeukig kerkgebouw met voorgebouwde westtoren. Het koor heeft een halfronde apsis en werd begin 13e eeuw, na het schip, gebouwd. Als materiaal voor de kerk werd kalkzandsteen gebruikt dat in de omgeving werd gewonnen.

## Interieur
Van belang zijn de middeleeuwse muurschilderingen in romaanse en gotische stijl. Het 17e-eeuwse schilderij Bekering van Paulus is afkomstig van het hoofdaltaar, dat omstreeks 1970 werd verwijderd.
De kerk bezit een eikenhouten Sint-Paulusbeeld van omstreeks 1470.
Het noordelijk zijaltaar is van 1640 en in barokstijl uitgevoerd. Het zuidelijk, aan het Heilig Kruis gewijde, zijaltaar is eveneens van 1640. Het draagt een 17e-eeuws schilderij Jezus ontmoet Veronica.
De kerk bezit veel 18e-eeuws meubilair in Lodewijk XV-stijl zoals communiebank, preekstoel en biechtstoelen.
Het orgel, uit het 3e kwart van de 18e eeuw, is eveneens in Lodewijk XV-stijl.